# Zwenken

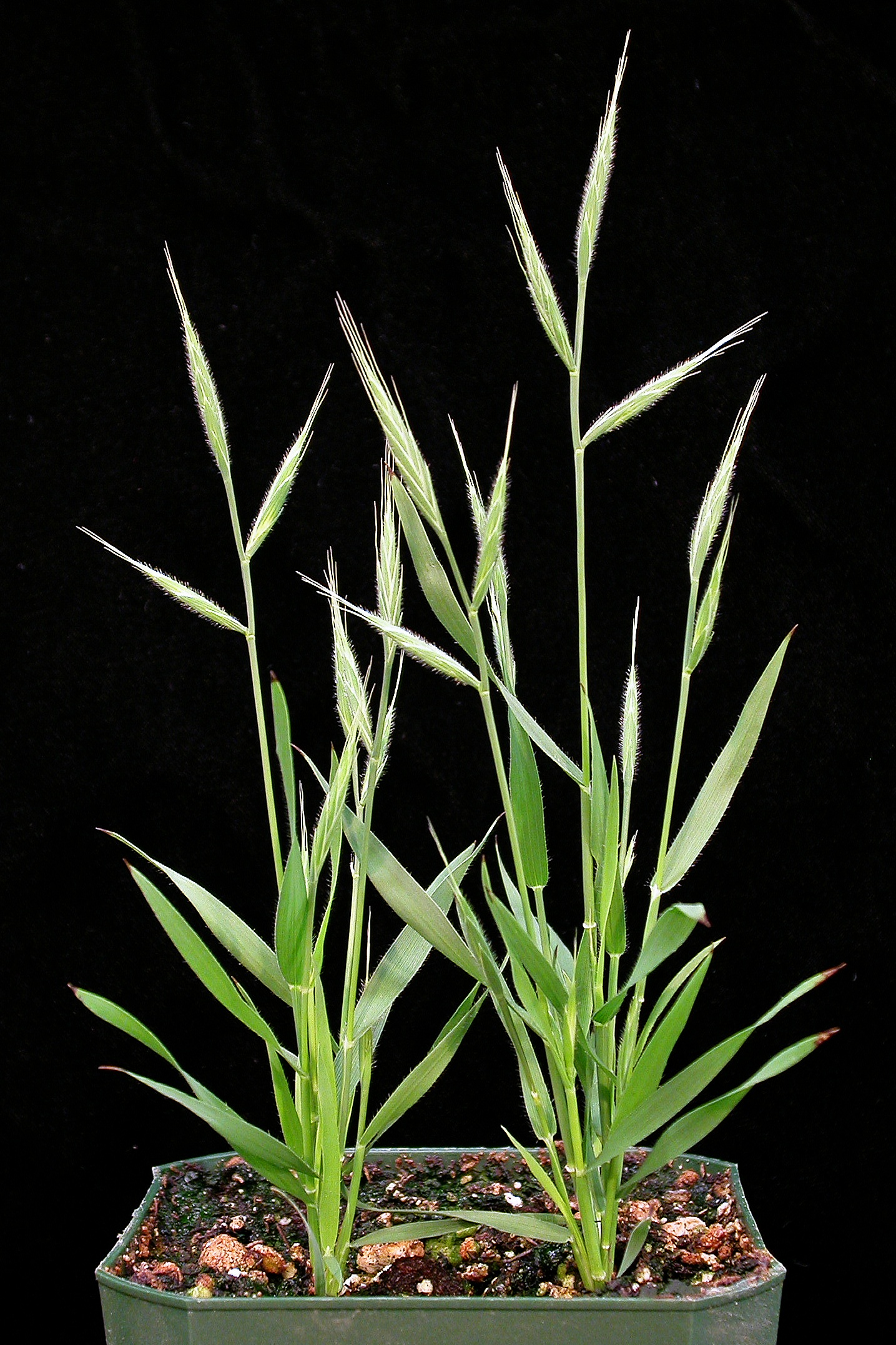
Brachypodium distachyon

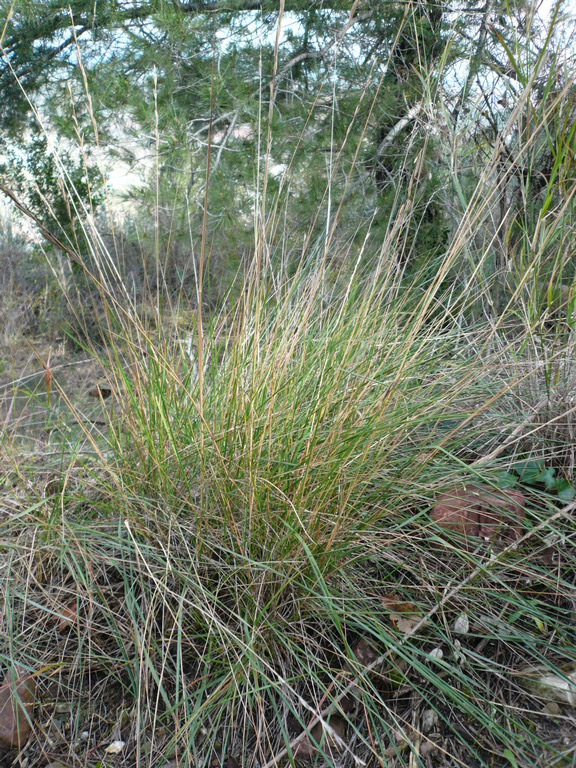
Horst von Brachypodium phoenicoides

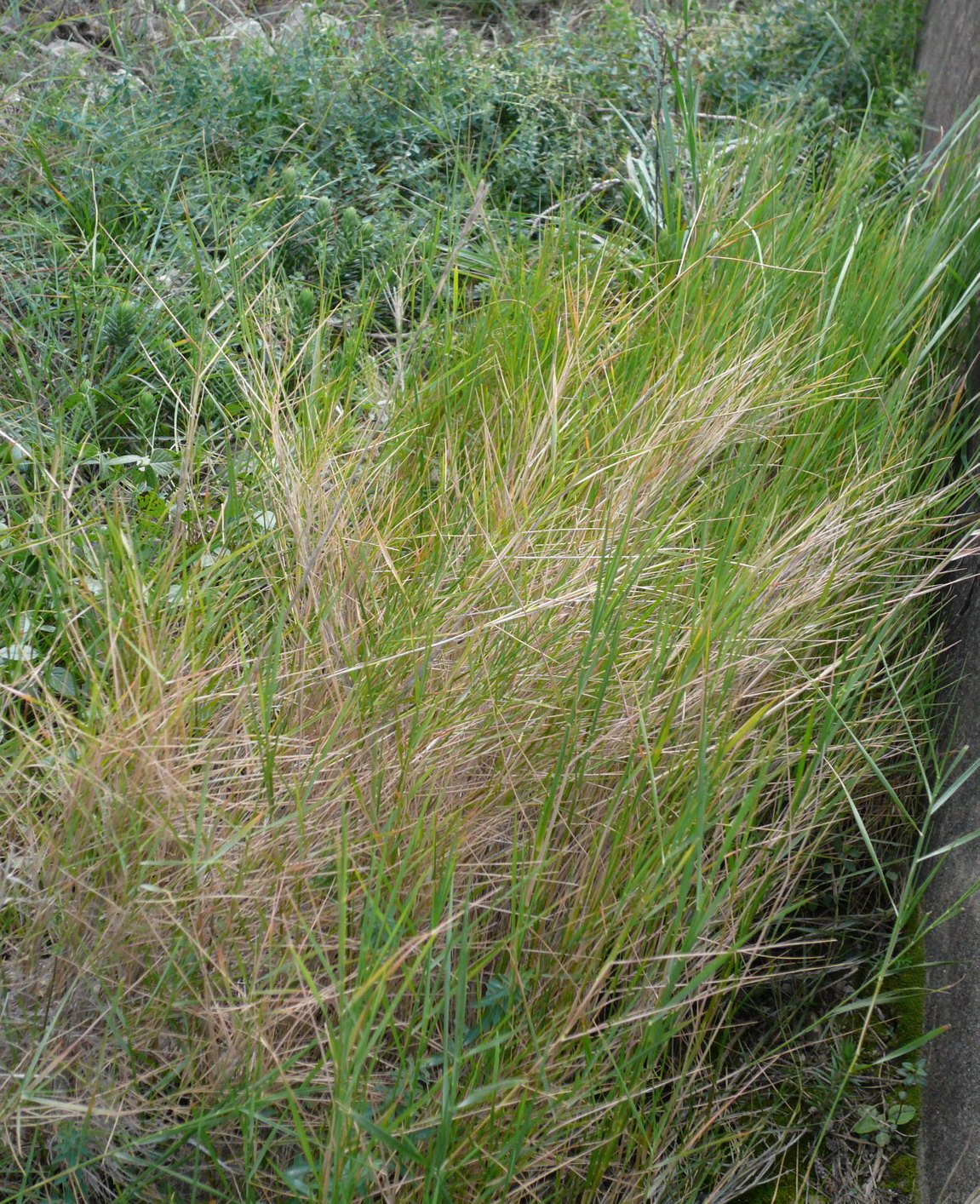
Brachypodium retusum

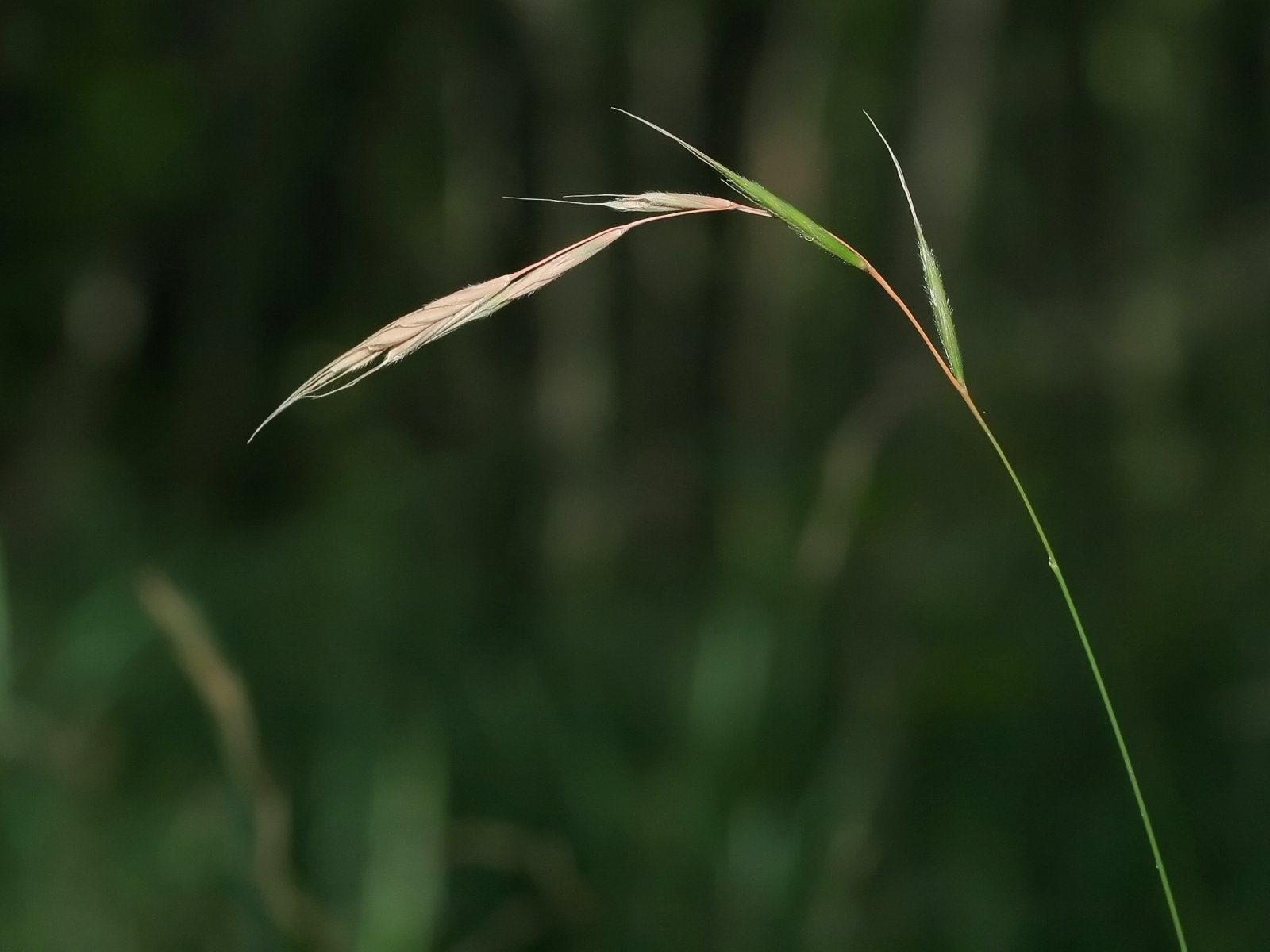
Wald-Zwenke (Brachypodium sylvaticum)

Die Zwenken (Brachypodium) sind eine Gattung von Süßgräsern (Poaceae).

## Beschreibung

### Vegetative Merkmale
Die Zwenken sind in der Regel ausdauernde, seltener (nur Brachypodium distachyon) einjährige, horst- oder rasenbildende Gräser. Die meisten Arten besitzen Rhizome. Sie können unterirdische Ausläufer besitzen. Die nichtblühenden Triebe wachsen intra- oder extravaginal empor. Die Stängel stehen aufrecht oder gekniet-aufsteigend und sind mehr knotig. Die Stängelknoten sind haarig, die Internodien hohl. Die Leitbündel in den Internodien stehen in drei Kreisen. Die Halme werden 2 bis 200 Zentimeter hoch.
Die Blattscheiden sind bis zum Grund offen. Die Ligula ist zungen- oder kragenförmig sowie gestutzt oder abgerundet. Die Blattspreite ist in Knospenlage gerollt, ansonsten flach-ausgebreitet. Die Spreite ist kahl oder behaart. Die Leitbündel bewirken eine Rippung der Blattoberseite. Die Mittelrippe tritt nicht prominent hervor. Das Sklerenchym ist stets mit den Leitbündeln assoziiert.

### Generative Merkmale
Der Blütenstand ist eine lockere Traube mit ein bis zwölf Ährchen. Diese sind kurz (0,5 bis 3 Millimeter) gestielt, zwei- oder allseitswendig. Sie sind abstehend oder anliegend, wechselständig und wenden die breite Seite der Ährenachse zu. Das Ährchen hat 3 bis 60 Blüten. Alle sind zwittrig. Die Blütchen fallen zur Fruchtreife einzeln aus den stehenbleibenden Hüllspelzen aus. Die Hüllspelzen sind ungleich, spitz, grannenspitzig oder mit einer kurzen Granne. Die untere Hüllspelze hat drei bis sieben Nerven. Die Deckspelzen sind fünf- bis neunnervig, oben ganzrandig, sowie spitz oder in eine Granne auslaufend. Die Granne ist gerade oder geschlängelt. Die Vorspelzen sind zweinervig und etwas kürzer als die Deckspelzen.
Die Zwenken haben drei Staubblätter mit 1 bis 6 Millimeter langen Antheren. Der Fruchtknoten ist oben mit kurzen Haaren besetzt. Er hat zwei endständige, kurze Griffel und eine lange, federige Narbe. Alle Arten außer Brachypodium distachyon zeigen Selbstinkompatibilität.
Die Frucht (Karyopse) hat einen schmal elliptischen Umriss. Sie ist oben schmal hautrandig und im Querschnitt sichelförmig. Der Embryo nimmt rund ein Fünftel der Fruchtlänge ein. Das Endosperm ist hart, fettfrei und besteht aus einfachen Stärkekörnern. Der Nabelfleck (Hilum) ist lineal und circa so lang wie die Frucht.

### Chromosomenzahl
Die Chromosomengrundzahl beträgt x = 5, 7, 9 und 10. Die Pflanzen sind di-, tetra-, hexa- oder oktoploid mit Chromosomenzahlen von 2n = 10, 14, 16, 18, 28, 30, 42, oder 56.

## Verbreitung
Die Zwenken sind vor allem in den gemäßigten Zonen und in tropischen Gebirgen verbreitet. Sie kommen in der Holarktis, der Paläotropis, Neotropis und Capensis vor. Häufig treten sie auch adventiv auf. Sie sind mesophytisch. Sie wachsen zum einen an schattigen Standorten, andere Arten jedoch an offenen Standorten.

## Systematik
Die Gattung Brachypodium wurde 1812 von Ambroise Marie François Joseph Palisot de Beauvois aufgestellt. Brachypodium leitet sich ab vom griechischen brachys = kurz, und pous, Plural podes = Fuß. Der Name bezieht sich auf die kurz gestielten Ährchen. Die Gattung steht innerhalb der Süßgräser in der Unterfamilie Pooideae und bildet alleine die Tribus Brachypodieae. Die Gattung steht ziemlich an der Basis der Unterfamilie Pooideae und ist monophyletisch.
In Mitteleuropa sind die Fieder-Zwenke (Brachypodium pinnatum), die Felsen-Zwenke (Brachypodium rupestre) und die Wald-Zwenke (Brachypodium sylvaticum) einheimisch. In Europa und der Mittelmeerregion, für die die Bearbeitungen in World Checklist of Selected Plant Families und in Euro+Med Plantbase deutlich voneinander abweichen, kommen folgende Arten vor:
- Brachypodium arbuscula Knoche, endemisch auf den Kanarischen Inseln Teneriffa, La Gomera und El Hierro.
- Brachypodium atlanticum Dobignard: Marokko.[6]
- Brachypodium boissieri Nyman: Sie kommt nur in den südostspanischen Sierren in der montanen Stufe zwischen 900 und 2050 Metern Meereshöhe vor.[7]
- Zweiährige Zwenke (Brachypodium distachyon (L.) P. Beauv., Syn.: Trachynia distachya (L.) Link), Heimat: Mittelmeergebiet bis Indien, Kanaren, Kapverden, Äthiopien, Zentralasien, eingebürgert in Südafrika, Australien, Nord- und Südamerika, unbeständig auch in Mitteleuropa auftretend.
- Brachypodium glaucovirens (Murb.) Sagorski (Syn.: Brachypodium sylvaticum subsp. glaucovirens Murb., Brachypodium firmifolium H.Lindb.[8][9]). Die Heimat ist der Maghreb[9] sowie das zentrale und östliche Mittelmeergebiet[6]; sie ist nahe verwandt mit Brachypodium sylvaticum.[5]
- Brachypodium kotschyi Boiss.: Die Heimat ist die südliche Türkei.[6]
- Palmen-Trespe[10] oder Rippen-Zwenke[11] (Brachypodium phoenicoides (L.) Roem. & Schult., Syn.: Brachypodium atlanticum Dobignard[12]): Heimat: Westliches und zentrales Mittelmeergebiet. In Oberbayern[1] und in der westlichen Schweiz[11] ist die Art eingebürgert.
- Fieder-Zwenke (Brachypodium pinnatum (L.) P. Beauv., Syn.: Brachypodium genuense (DC.) Roem. & Schult.[12]): Sie kommt von Europa bis zur Mongolei und vom Mittelmeergebiet bis zum Iran und Eritrea vor.[6]
- Ästige Zwenke (Brachypodium retusum (Pers.) P. Beauv.): Weit verbreitet vom Mittelmeergebiet bis zum Kaukasus und von Äthiopien bis zur Arabischen Halbinsel.[6]
- Felsen-Zwenke (Brachypodium rupestre (Host) Roem. & Schult.), im gemäßigten und meridionalen Europa und Vorderasien. Die Art wird von manchen Autoren als Synonym zu Brachypodium pinnatum gestellt.[6] Mit zwei Unterarten:
  - Brachypodium rupestre subsp. cespitosum (Host) H. Scholz
  - Brachypodium rupestre subsp. rupestre
- Wald-Zwenke (Brachypodium sylvaticum (Huds.) P. Beauv.), westpaläarktisch verbreitet, dazu in den zentralasiatischen Gebirgen und in Ostasien. Mit den Unterarten:
  - Brachypodium sylvaticum subsp. creticum H. Scholz & Greuter, ein Endemit der Gebirge Kretas.[9]
  - Brachypodium sylvaticum subsp. spryginii Tzvelev von der Krim.[9]
  - Brachypodium sylvaticum subsp. sylvaticum (Syn.: Brachypodium gaditanum Talavera[12])

Weitere Arten sind:
- Brachypodium bolusii Stapf: Die Heimat ist das südliche Afrika.[6]
- Brachypodium flexum Nees: Tropisches und südliches Afrika, Madagaskar[6]
- Brachypodium humbertianum A.Camus: Die Heimat ist Madagaskar.[6]
- Brachypodium kawakamii Hayata: endemisch auf Taiwan.
- Brachypodium madagascariense A.Camus & H.Perrier: Die Heimat ist Madagaskar.[6]
- Brachypodium mexicanum (Roem. & Schult.) Link: Mexiko bis Bolivien.
- Brachypodium perrieri A.Camus: Die Heimat ist Madagaskar.[6]
- Brachypodium pringlei Scribner ex Beal: Die Heimat ist das nordöstliche Mexiko[6], ohne gesicherten Artstatus.[5]

Nicht mehr zu dieser Gattung wird gerechnet:
- Brachypodium japonicum Miq. => Elymus ciliaris (Trin.) Tzvelev

Genetische Studien haben folgendes Kladogramm ergeben, allerdings waren nicht alle Arten vertreten:
|  | \| \| Brachypodium sylvaticum \| \| \| \| \| \| Brachypodium pinnatum \| \| \| \| |
|  |                                                                                   |
|  | Brachypodium phoenicoides                                                         |
|  |                                                                                   |
|  | Brachypodium sylvaticum                                                           |
|  |                                                                                   |
|  | Brachypodium pinnatum                                                             |
|  |                                                                                   |

|  | Brachypodium sylvaticum |
|  |                         |
|  | Brachypodium pinnatum   |
|  |                         |

|  | \| \| Brachypodium sylvaticum \| \| \| \| \| \| Brachypodium pinnatum \| \| \| \| |
|  |                                                                                   |
|  | Brachypodium phoenicoides                                                         |
|  |                                                                                   |
|  | Brachypodium sylvaticum                                                           |
|  |                                                                                   |
|  | Brachypodium pinnatum                                                             |
|  |                                                                                   |

|  | Brachypodium sylvaticum |
|  |                         |
|  | Brachypodium pinnatum   |
|  |                         |

|  | \| \| Brachypodium sylvaticum \| \| \| \| \| \| Brachypodium pinnatum \| \| \| \| |
|  |                                                                                   |
|  | Brachypodium phoenicoides                                                         |
|  |                                                                                   |
|  | Brachypodium sylvaticum                                                           |
|  |                                                                                   |
|  | Brachypodium pinnatum                                                             |
|  |                                                                                   |

|  | Brachypodium sylvaticum |
|  |                         |
|  | Brachypodium pinnatum   |
|  |                         |

|  | \| \| Brachypodium sylvaticum \| \| \| \| \| \| Brachypodium pinnatum \| \| \| \| |
|  |                                                                                   |
|  | Brachypodium phoenicoides                                                         |
|  |                                                                                   |
|  | Brachypodium sylvaticum                                                           |
|  |                                                                                   |
|  | Brachypodium pinnatum                                                             |
|  |                                                                                   |

|  | Brachypodium sylvaticum |
|  |                         |
|  | Brachypodium pinnatum   |
|  |                         |

|  | \| \| Brachypodium sylvaticum \| \| \| \| \| \| Brachypodium pinnatum \| \| \| \| |
|  |                                                                                   |
|  | Brachypodium phoenicoides                                                         |
|  |                                                                                   |
|  | Brachypodium sylvaticum                                                           |
|  |                                                                                   |
|  | Brachypodium pinnatum                                                             |
|  |                                                                                   |

|  | Brachypodium sylvaticum |
|  |                         |
|  | Brachypodium pinnatum   |
|  |                         |

|  | \| \| Brachypodium sylvaticum \| \| \| \| \| \| Brachypodium pinnatum \| \| \| \| |
|  |                                                                                   |
|  | Brachypodium phoenicoides                                                         |
|  |                                                                                   |
|  | Brachypodium sylvaticum                                                           |
|  |                                                                                   |
|  | Brachypodium pinnatum                                                             |
|  |                                                                                   |

|  | Brachypodium sylvaticum |
|  |                         |
|  | Brachypodium pinnatum   |
|  |                         |

|  | \| \| Brachypodium sylvaticum \| \| \| \| \| \| Brachypodium pinnatum \| \| \| \| |
|  |                                                                                   |
|  | Brachypodium phoenicoides                                                         |
|  |                                                                                   |
|  | Brachypodium sylvaticum                                                           |
|  |                                                                                   |
|  | Brachypodium pinnatum                                                             |
|  |                                                                                   |

|  | Brachypodium sylvaticum |
|  |                         |
|  | Brachypodium pinnatum   |
|  |                         |

|  | \| \| Brachypodium sylvaticum \| \| \| \| \| \| Brachypodium pinnatum \| \| \| \| |
|  |                                                                                   |
|  | Brachypodium phoenicoides                                                         |
|  |                                                                                   |
|  | Brachypodium sylvaticum                                                           |
|  |                                                                                   |
|  | Brachypodium pinnatum                                                             |
|  |                                                                                   |

|  | Brachypodium sylvaticum |
|  |                         |
|  | Brachypodium pinnatum   |
|  |                         |

|  | \| \| Brachypodium sylvaticum \| \| \| \| \| \| Brachypodium pinnatum \| \| \| \| |
|  |                                                                                   |
|  | Brachypodium phoenicoides                                                         |
|  |                                                                                   |
|  | Brachypodium sylvaticum                                                           |
|  |                                                                                   |
|  | Brachypodium pinnatum                                                             |
|  |                                                                                   |

|  | Brachypodium sylvaticum |
|  |                         |
|  | Brachypodium pinnatum   |
|  |                         |

|  | \| \| Brachypodium sylvaticum \| \| \| \| \| \| Brachypodium pinnatum \| \| \| \| |
|  |                                                                                   |
|  | Brachypodium phoenicoides                                                         |
|  |                                                                                   |
|  | Brachypodium sylvaticum                                                           |
|  |                                                                                   |
|  | Brachypodium pinnatum                                                             |
|  |                                                                                   |

|  | Brachypodium sylvaticum |
|  |                         |
|  | Brachypodium pinnatum   |
|  |                         |

|  | \| \| Brachypodium sylvaticum \| \| \| \| \| \| Brachypodium pinnatum \| \| \| \| |
|  |                                                                                   |
|  | Brachypodium phoenicoides                                                         |
|  |                                                                                   |
|  | Brachypodium sylvaticum                                                           |
|  |                                                                                   |
|  | Brachypodium pinnatum                                                             |
|  |                                                                                   |

|  | Brachypodium sylvaticum |
|  |                         |
|  | Brachypodium pinnatum   |
|  |                         |

|  | \| \| Brachypodium sylvaticum \| \| \| \| \| \| Brachypodium pinnatum \| \| \| \| |
|  |                                                                                   |
|  | Brachypodium phoenicoides                                                         |
|  |                                                                                   |
|  | Brachypodium sylvaticum                                                           |
|  |                                                                                   |
|  | Brachypodium pinnatum                                                             |
|  |                                                                                   |

|  | Brachypodium sylvaticum |
|  |                         |
|  | Brachypodium pinnatum   |
|  |                         |

|  | \| \| Brachypodium sylvaticum \| \| \| \| \| \| Brachypodium pinnatum \| \| \| \| |
|  |                                                                                   |
|  | Brachypodium phoenicoides                                                         |
|  |                                                                                   |
|  | Brachypodium sylvaticum                                                           |
|  |                                                                                   |
|  | Brachypodium pinnatum                                                             |
|  |                                                                                   |

|  | Brachypodium sylvaticum |
|  |                         |
|  | Brachypodium pinnatum   |
|  |                         |

|  | \| \| Brachypodium sylvaticum \| \| \| \| \| \| Brachypodium pinnatum \| \| \| \| |
|  |                                                                                   |
|  | Brachypodium phoenicoides                                                         |
|  |                                                                                   |
|  | Brachypodium sylvaticum                                                           |
|  |                                                                                   |
|  | Brachypodium pinnatum                                                             |
|  |                                                                                   |

|  | Brachypodium sylvaticum |
|  |                         |
|  | Brachypodium pinnatum   |
|  |                         |

|  | \| \| Brachypodium sylvaticum \| \| \| \| \| \| Brachypodium pinnatum \| \| \| \| |
|  |                                                                                   |
|  | Brachypodium phoenicoides                                                         |
|  |                                                                                   |
|  | Brachypodium sylvaticum                                                           |
|  |                                                                                   |
|  | Brachypodium pinnatum                                                             |
|  |                                                                                   |

|  | Brachypodium sylvaticum |
|  |                         |
|  | Brachypodium pinnatum   |
|  |                         |

|  | \| \| Brachypodium sylvaticum \| \| \| \| \| \| Brachypodium pinnatum \| \| \| \| |
|  |                                                                                   |
|  | Brachypodium phoenicoides                                                         |
|  |                                                                                   |
|  | Brachypodium sylvaticum                                                           |
|  |                                                                                   |
|  | Brachypodium pinnatum                                                             |
|  |                                                                                   |

|  | Brachypodium sylvaticum |
|  |                         |
|  | Brachypodium pinnatum   |
|  |                         |

An der Basis steht also die einjährige Art Brachypodium distachyon, die oft in der Gattung Trachynia abgetrennt wird. Als nächste zweigt die mexikanische Brachypodium mexicanum ab, eine Art ohne Rhizome. Die übrigen Arten sind die rhizomtragenden ausdauernden Arten.

## Bedeutung für den Menschen
Die Zwenken haben keine wirtschaftliche Bedeutung. Brachypodium distachyon ist jedoch ein nicht unbedeutendes Unkraut und steht als weitere Gras-Modellpflanze (neben Reis) mit dem vollständig sequenzierten Genom zur Verfügung.